# 仙術超攻殻ORION
『仙術超攻殻ORION』（せんじゅつちょうこうかくオリオン）は、士郎正宗による日本の漫画作品。『コミックガイア』（青心社）で連載された。

## 概要
本作は従来の士郎作品と違い、ファンタジー色の強い作品である。世界各地の神話や量子力学などの科学知識を織り交ぜながら、独特の世界がコミカルに展開される。
物語は高度な科学技術と仮想的な仙術テクノロジーによって人類が宇宙進出を果たした世界で、邪念を封印する「法程式」を巡って争奪戦が繰り広げられる。
娯楽色の強い作品でありながら、言葉の使い方は緻密で重層的である。日本神話やクトゥルー神話などをベースにした設定やネーミングが使用されているほか、「仮学（科学）」「角兵器（核兵器）」「設定韻具有（セッティング）」といったダブルミーニングを狙った独自の言葉遊びのような造語が随所に見られる。

## 世界設定
物語の舞台は惑星「瑠璃家水天」にあるヤマタ人民帝国。ヤマタ人民帝国においてはインフラが「龍法」で制御されている。龍法とは念を用いて自然界に存在する力のバランス（龍力（ろんり）と呼ばれる。ただし、龍力には原理の解説や応用の理論体系という意味もある）に働きかけ、その構成を組み替えたり、保存する技術であり、これを用いることで術者は意思にしたがって物理をある程度操作できるとされている。この世界において龍法は仮学と合わせて龍法文明の基礎的な技術となっている。さらに龍法には二つの流派が存在し、天体の運行や惑星の力を集合させる天台龍法、そして大地の龍力を集合させる金剛龍法の二派である。

## あらすじ
惑星をまたにかけて発展していた銀河帝国、ヤマタ人民帝国はその国民の無制限の諸悪強欲によって、危機的な状況に陥っていた。金剛龍法の専門家蛇目博士は「九頭炉」の式を展開してそこに邪業を封印してしまおうと計画したが、その式には深刻な構造上の欠陥があることに天台龍法のフゼン道人が気づき、その"法程式"を盗み出し、自分の娘セスカの体に移植し、蛇目博士に奪還されないように逃がそうとする。しかしセスカは蛇目博士によるフゼン襲撃の騒動によって行方不明になってしまう。九頭炉の起動を阻止するためにフゼンと召喚された神、スサノオは九頭炉の式の「贄」を探し出して式を封じ込めようと、帝国の操国殿へと向かうが、九頭炉を自らの出世のために利用しようと考えたセスカは帝王に取り入り、九頭炉を発動させてしまう。しかし九頭炉は邪業を吸収するだけでなく、国土までをも飲み込み、巨大化していく。この予想外の巨大化にセスカは大銀河帝国の女帝となることを考えるが、スサノオによって九頭炉は崩壊した。蛇目は仮学は人を救えないのかと問いかけ、スサノオは善功が人間の内部に満ちれば、より人は高度化して完成に近づくと言い残し、去っていった。しかし九頭炉は惑星に残っており、完全には消化されていなかった。九頭炉のすべてが解消し、すべての魂に春が来るのは56億7千万念後のことだという。

## 登場人物
スサノオフゼン道人に召喚された破壊神。
セスカフゼン道人の娘。九頭炉の魔法陣を転写され、第九魔素の虜になってしまう。
フゼン道人仙術「天台龍法」の大法師。九頭炉の魔法陣の欠陥を見抜き、発動阻止のためスサノオを召喚する。
蛇目（ヘビメ）博士仙術「金剛龍法」の大家。フゼンのライバルで九頭炉計画の中心人物。
ロネル中佐セスカの思い人。単行本化の際に追加されたキャラで、セスカの行動の動機がより明確になっている。
クシナタ姫高位の神族の姫。九頭炉発動の贄となる。

## 書誌情報
- 『仙術超攻殻オリオン』（1991年12月24日発行、青心社）ISBN 4-8789-2007-6
- 『新装版 仙術超攻殻オリオン』（2010年2月1日発行、青心社）ISBN 4-8789-2374-1

## 短編アニメ
『仙術超攻殻オリオン』は士郎正宗の漫画を原作とした3Dアニメーションのショートフィルム。2010年7月に米国・ロサンゼルスで開催された「SIGGRAPH 2010」出品作品。それに先駆けて同年年6月11日に国際短編映画祭「ショートショートフィルムフェスティバル & アジア」に新設された3Dショートフィルムプログラムで初上映された。

### スタッフ
- 原作：士郎正宗 （『仙術超攻殻オリオン』）
- 監督：青木康浩
- 立体映像技術ディレクター：榎戸理人
- 美術監督：新林希文（STUDIO 4℃）
- CGI 監督：久保公人（STUDIO 4℃）
- 色彩監督：鷲田知子（STUDIO 4℃）
- ラインプロデューサー：内山莉沙（STUDIO 4℃）
- 音響/音楽：江夏正晃（marimoRECORDS）
- 制作：L4C[注 1]

## 関連商品
「まんがビデオ 仙術超攻殻ORION」
漫画の原画に声・効果音・音楽といった音響効果を加え、さらにデジタル処理による演出を施したもの。
- 声の出演：折笠富美子（セスカ）/ 陶山章央（スサノオ）/ 西村知道（フゼン道人）
- スタッフ：潮永光生（監督）/仙波清彦（音楽）
- メーカー：アートポート
- 発売日：2000年8月4日
- 型番：APM-0017
- フォーマット：VHS
- 収録時間：80分

「ネットワークRPG 仙術超攻殻ORION」
プレイバイウェブ（電子メールを使用するゲーム）で行うロールプレイングゲーム。
- 開催期間：1998年11月12日 - 2000年10月12日
- 運営：ホビー・データ